# Fort Bachin
Le fort Bachin définit l'emplacement de vestiges de l'âge des métaux ainsi que du haut Moyen Âge, situé sur les communes de Bouverans et de La Rivière-Drugeon dans le département du Doubs en France.

## Histoire
Les vestiges font l’objet d’une inscription au titre des monuments historiques depuis le 8 août 1992.

## Localisation
Les vestiges sont situés sur le lieu-dit En Groin, entre les communes de Bouverans et de La Rivière-Drugeon.

## Description
Étudié en 1978, le site possède un tertre avec enceinte extérieure.

## Fouilles
Au pied de l'enceinte, des tombes du Moyen Âge central ont été découvertes. Elles étaient installés dans une partie de rempart datant de la Tène, et dans certaines d'entre elles, divers objets furent découverts : un scramasaxe, un couteau, un silex, plaque-boucle de type Berne-Soleure et une plaque en bronze.